# Jean-Pierre Léaud
Jean-Pierre Léaud ComM (Paris, 28 de maio de 1944) é um ator francês.
Estreou-se como ator de cinema aos 15 anos, no papel de Antoine Doinel, um alter-ego do realizador francês François Truffaut, em Os Incompreendidos. Protagonizou mais quatro filmes de Truffaut que mostravam a vida de Doinel, ao longo de um período de 20 anos - ao lado da atriz Claude Jade, como a sua namorada e, depois, esposa. Estes filmes são: O Amor aos Vinte Anos (1962), Beijos Roubados (1968), Domicílio Conjugal (1970) e Amor em Fuga (1979).
Também participou em filmes de outros realizadores influentes, como Jean-Luc Godard, Bernardo Bertolucci e Olivier Assayas, além de alguns brasileiros, como Cacá Diegues e Glauber Rocha.
A 12 de janeiro de 2017, foi feito Comendador da Ordem do Mérito de Portugal.

## Filmografia
- Os Incompreendidos (Brasil) ou Os 400 Golpes (Portugal, 1959)
- O Amor aos Vinte Anos (1962)
- Masculin Féminin (1966)
- Weekend (1967)
- A Chinesa (Brasil) ou O Maoista (Portugal, 1967)
- Beijos Roubados (1968)
- Le gai Savoir (1969)
- Porcherie (1969)
- Os Herdeiros (1969)
- Domicílio Conjugal (1970)
- Der Leone have sept cabeças (1970)
- Les deux anglaises et le continent (1972)
- Último Tango em Paris (1972)
- A Noite Americana (1973)
- La Maman et la Putain (1973)
- Amor em Fuga (1979)
- Détective (1985)
- 36 Fillette (1988)
- Mon Homme (1996)
- Irma Vep (1996)
- O Pornógrafo (2001)
- O Porto (2011)